# Association pour la sauvegarde des girafes du Niger
L'Association pour la Sauvegarde des Girafes du Niger (ASGN)  est une association nationale de développement et de conservation de la nature créée en 1994 à Niamey au Niger.

## Fondation
L'association est créée par arrêté N°168/MI/DAPJ/SA du 28 août 1994. Son siège est à Niamey dans le quartier Wadata et sur le boulevard Mali Béro. 

## Buts
Conformément à ses statuts, l'objectif de l'ASGN est « la sauvegarde des dernières girafes de l'Afrique de l'Ouest, et de son habitat à travers l'appui aux communautés humaines locales».
Spécifiquement elle vise à contribuer au développement local de la zone girafe à travers l'appui aux communautés locales, le développement de l'écotourisme ; le renforcement des capacités des organisations locales, le développement des infrastructures et le soutien social et sanitaire.

## Zone girafe
La zone girafe est située à une soixante de kilomètres à l'Est de la capitale du Niger(Niamey) dans le département de Kollo et une partie du Boboye. Le département de Kollo couvre la périphérie du parc W. Il englobe plusieurs cantons dont ceux de Kouré, Hamdallaye et Kollo qui concernent la réserve de Biosphère du W. Ces cantons demeurent l'habitat du dernier peuplement de girafes de l'Afrique de l'Ouest présentes au Niger. La zone Girafe s'étend au niveau des villages de Dallol Bosso Nord.

## Partenaires
Le principal partenaire technique et financier qui soutient l'ASGN pour la sauvegarde des girafes du Niger est le Bioparc de Doué-la-fontaine. Il soutient et finance l'ASGN depuis 2001.
L'ASGN reçoit des dons et financements d'autres partenaires. En 2021 les entreprises suivantes ont soutenu nos actions : Girafon bleu, Château de Fosse-Sèche, Combier, Fauna, la Fabrique des Bières d'Anjou, Sodexo, Sonibank (Société Nigérienne de Banque), Deutsche Gesellschaft für Internationale Zusammenarbeit (GIZ) GmbH, et TGS France. En 2021 plusieurs zoos français ont aussi choisi de soutenir nos actions comme : le Zoo de Champrépus, le Parc Animalier de la Barben, la Fondation Le Pal Nature, la SECAS, Touroparc.Zoo et le Zoo de Maubeuge. Un partenaire technique de l'ASGN est le ministère de l'environnement et de la lutte contre la désertification(Niger) à travers les services communaux de l'environnement des communes de la zone girafe.

## Girafes d'Afrique de l'Ouest
Dernières et uniques représentantes de la sous-espèce Giraffa camelopardalis peralta, ces girafes étaient autrefois répandues par milliers du Sénégal au Niger. Décimées par l'extension des zones cultivées, la chasse et la progression de la désertification, elles se sont isolées dans les années 80 au sud-est du Niger dans une zone peuplée, marquée par l'élevage et la culture du mil. Les girafes ont trouvé refuge dans une des régions les plus peuplées du Niger, où résident près de 80 000 habitants des ethnies Zarma, Peulh, Haoussa et Touareg, vivant de la culture du mil et de l’élevage pastoral.
Mais face à la raréfaction grandissante des ressources, les girafes ont commencé à s’introduire dans les jardins et piétiner les cultures à la recherche de fruits et de feuillage. Dans un pays où la majorité des habitants vit sous le seuil de pauvreté, cette proximité homme-animal est source de conflits. En 1996, elles n'étaient plus que 49. 
Depuis 2001, l’Association pour la Sauvegarde des Girafes du Niger (ASGN) protège les girafes en amenant les habitants à considérer l’animal comme un patrimoine et une ressource. Connaissant au plus près les difficultés de son pays, elle intervient selon une approche intégrant conservation et développement. Protéger la girafe et son habitat n’est possible que si l’association implique les populations humaines locales en les sensibilisant à la nécessité de préserver leur environnement et en les aidant à trouver des solutions de développement.
Son premier axe d’intervention se focalise donc sur le développement local et se concrétise par des actions d’ordre économique, social et éducatif. Le second s’intéresse au suivi écologique de l’espèce et de son habitat. Complémentaires l’un de l’autre, ces axes permettent aux hommes qui habitent près des girafes de les préserver tout en vivant mieux et de prévoir l’évolution du troupeau de girafes pour initier en amont les mesures adéquates pour sa préservation.

## Développement local & actions économiques, sociales et éducatives

### 1. Sensibilisation / Animation des communautés pour une meilleure cohabitation avec la girafe
Cette mission a consisté à organiser des séances de réunions de sensibilisation par l’équipe terrain au niveau des communes de Harikanassou, N’Gonga, Kiota, Kouré, Tondikandia et Dantchandou afin de les informer du rôle de développement que joue la girafe dans la zone et les impliquer davantage dans sa protection et celle de son habitat. Les séances d’information et de sensibilisation traitent des thèmes sur la lutte contre la déforestation abusive, la cohabitation Homme-Girafe afin de diminuer les menaces de dégradation qui pèsent sur l’habitat de la girafe, la fragilité des troupeaux de girafes et la nécessité de protéger cet animal. Il s’agit à travers ces actions d’éveiller les consciences écologiques des populations pour les amener à s’impliquer davantage dans la protection de la girafe et de son habitat : cette activité est développée au cours de toutes les interventions de l’ASGN dans les zones couvertes.
Au total, en 2021 l'ASGN s'est déplacée dans 134 villages auprès de 134 organisations paysannes. Ce sont plus de 5 600 personnes qui ont participé à ces réunions dont environ 2830 femmes et 2610 jeunes de moins de 30 ans.

### 2. Réhabilitation des terres dégradées
L'ASGN prépare les sols pour favoriser la régénération naturelle, élève des plants en pépinières et restaure le milieu par la plantation d’essences d’arbres comme l’acacia. Ces plantations améliorent la fertilité des sols agricoles et permettent d’accroître la disponibilité fourragère pour le bétail et les girafes.
En 2021, ce sont plus de 30 hectares (ha) de demi-lunes qui ont été réalisés, ensemencés et plantés dont 20 hectares (ha) à Kouré et 10 hectares (ha) à Dantchandou.

### 3. Production des plants forestiers
Dans le cadre de la protection de l’habitat de la girafe et à la suite des multiples demandes des organisations paysannes partenaires, l’ASGN a entrepris une action de production de plants forestiers dans la commune de Harikanassou.
Les espèces produites ont été choisies par les paysans basés sur les conseils techniques du service communal de l’environnement qui sont entre autres :
- Acacia Sénégal 4000 plants

- Bauhinia rufescens 1000 plants

- Adansonia digitata 2000 plants

- Acacia albida 3000 plants

Soit un objectif de 10.000 plants à produire en 2021.
Une autre pépinière a été installée à Dantchandou grâce au soutien du RBT WAP (Réserve de Biosphère Transfrontalière de la région W-Arly-Pendjari) toujours à la demande des populations : 10000 plants ont été produits dont 3130 plants ont été plantés au niveau du site de récupération de terre de ladite commune et le reste des plants distribué à la population qui les a plantés dans les jardins, sur les limites des champs ou dans les champs.

### 4. Création de puits maraîchers
Afin d’optimiser l’approvisionnement en eau, l’année 2021 a vu la mise en fonction de deux puits maraîchers à Oude Seybou, dans la commune de Kiota (Zone Girafe).

### 5. Suivi et accompagnement des organisations paysannes
L’ASGN verse des microcrédits aux groupements paysans qu’elle encadre pour encourager le développement d'activités génératrices de revenus au sein des villages : élevage de moutons, cultures maraîchères, vente de galettes et de beignets… Chaque membre perçoit de 15 à 38 euros. L’argent est prêté pendant 6 mois, au terme desquels l’ASGN le récupère, sans intérêts, au profit immédiat d’un groupement voisin.
Les revenus issus de ces activités permettent aux bénéficiaires de prendre en charge certaines dépenses courantes des foyers telles que : les frais de condiments, l’habillement des enfants, les frais de scolarité, les frais de soins de santé en cas de maladie, reconstitution du cheptel (petits ruminants), ou encore pour contribuer à l’alimentation. 
En 2021, ce sont au total 43 villages de 5 communes qui ont reçu ces micro-crédits pour un total de 690 bénéficiaires.

## Suivi écologique de l'espèce et de son habitat
Dans le cadre du suivi écologique des girafes, les activités menées portent essentiellement sur :
- Suivi du régime alimentaire de la girafe ;
- Suivi des mouvements et la distribution spatio-temporelle du troupeau des girafes ;
- Organisation des missions d’information et de sensibilisation.

L’objectif global de ces travaux est de contribuer à une meilleure connaissance de la biologie et de l’écologie de la girafe pour assurer sa conservation au Niger. De manière spécifique, il s’agit de :
- Récolter des données sur la natalité, la mortalité, les mouvements ou la distribution du troupeau, le comportement alimentaire et les relations Homme-Girafe ;
- Lancer un programme d’accompagnement de proximité de suivi de la girafe et de son habitat ;
- Servir d’instrument de sensibilisation pour la quiétude des girafes ;
- Identifier les lieux d’observation de la girafe et leurs caractéristiques ;
- Gérer la base de données de la population des girafes.

### 1. Réalisation: suivi du régime alimentaire de la girafe
Le suivi du régime alimentaire a consisté à la caractérisation du régime alimentaire de la girafe dans les zones de Kouré, Harikanassou, Dantchandou, N’gonga, Fakara, Kiota, Koygolo et Fabidji. Les principales espèces appétées sont : Faidherbia albida, Ziziphus mauritiana, Acacia nilotica, Acacia seyal et Combretum glutinosumn.
Le spectre alimentaire de la girafe est essentiellement composé d’arbres et d’arbustes. Certaines espèces comme Acacia seyal, Faidherbia albida, et Acacia nilotica sont très appréciées par la girafe. Les activités journalières effectuées par la girafe sont essentiellement l’alimentation et la marche. L’activité d’alimentation est beaucoup plus intense en début de matinée qu’en fin de soirée.

### 2. Suivi des mouvements et de la distribution spatio-temporelle du troupeau de girafes
Depuis 2005, l'ASGN a entrepris le suivi écologique des girafes et ceci a montré que les girafes augmentent selon un taux d'accroissement naturel de 13%. 
L’association recense les girafes par la méthode de la photo-identification : chaque girafe rencontrée est photographiée sous ses deux profils. La forme et la disposition des taches étant propres à chaque animal, il est aisé d’identifier les individus et d’actualiser tous les ans l’album des girafes du Niger. Grâce à un réseau d'informateurs locaux, l’ASGN possède de précieuses données sur l’état de la population : localisation et déplacements saisonniers, naissances.
Depuis le 1er comptage et la mise en place des actions de l’ASGN, la population de girafes n’a cessé de croître : 49 en 1996, 403 en 2013 et en 2018, le nombre d'individus est estimé à 633 individus selon le dénombrement officiel.
En 2021, cette activité a été menée parallèlement à celle de suivi du régime alimentaire. Au cours de nos sorties de terrain, différents lieux d’observation de la girafe ont été identifiés et les cas de natalité ou de mortalité de girafes recensés. Résultat c'est trente-quatre (34) girafons, dont quinze (15) mâles et dix neuf (19) femelles, ont été observés pendant le suivi.Cependant, un cas d’une femelle malade a été observé et deux (2) cas de blessures cicatrisées sur deux (2) girafes mâles adultes.